# Phaonia versicolor
Phaonia versicolor är en tvåvingeart som beskrevs av Stein 1920. Phaonia versicolor ingår i släktet Phaonia och familjen husflugor.
Artens utbredningsområde är Colorado. Inga underarter finns listade i Catalogue of Life.